# NGC 567
NGC 567 é uma galáxia lenticular (S0) localizada na direcção da constelação de Cetus. Possui uma declinação de -10° 15' 53" e uma ascensão recta de 1 horas, 27 minutos e 02,3 segundos.
A galáxia NGC 567 foi descoberta em 1886 por Frank Leavenworth.